# San Colombano (Capannori)
San Colombano è una frazione del comune italiano di Capannori, nella provincia di Lucca, in Toscana.

## Geografia fisica
San Colombano è situata nella parte settentrionale del comune di Capannori. Confina con Marlia a Nord-Ovest, con Segromigno in Monte a Nord-Est, con Segromigno in piano a Sud-Est, con Lammari a Sud-Ovest e con Valgiano e Sant'Andrea in Caprile a Nord.

## Storia
San Colombano faceva parte del territorio romano della Piana di Lucca. Partecipò alla guerra contro Firenze e contro Pisa. Durante la Seconda Guerra Mondiale pochi edifici furono distrutti, quindi ne uscì quasi intatta.

## Monumenti e luoghi d'interesse

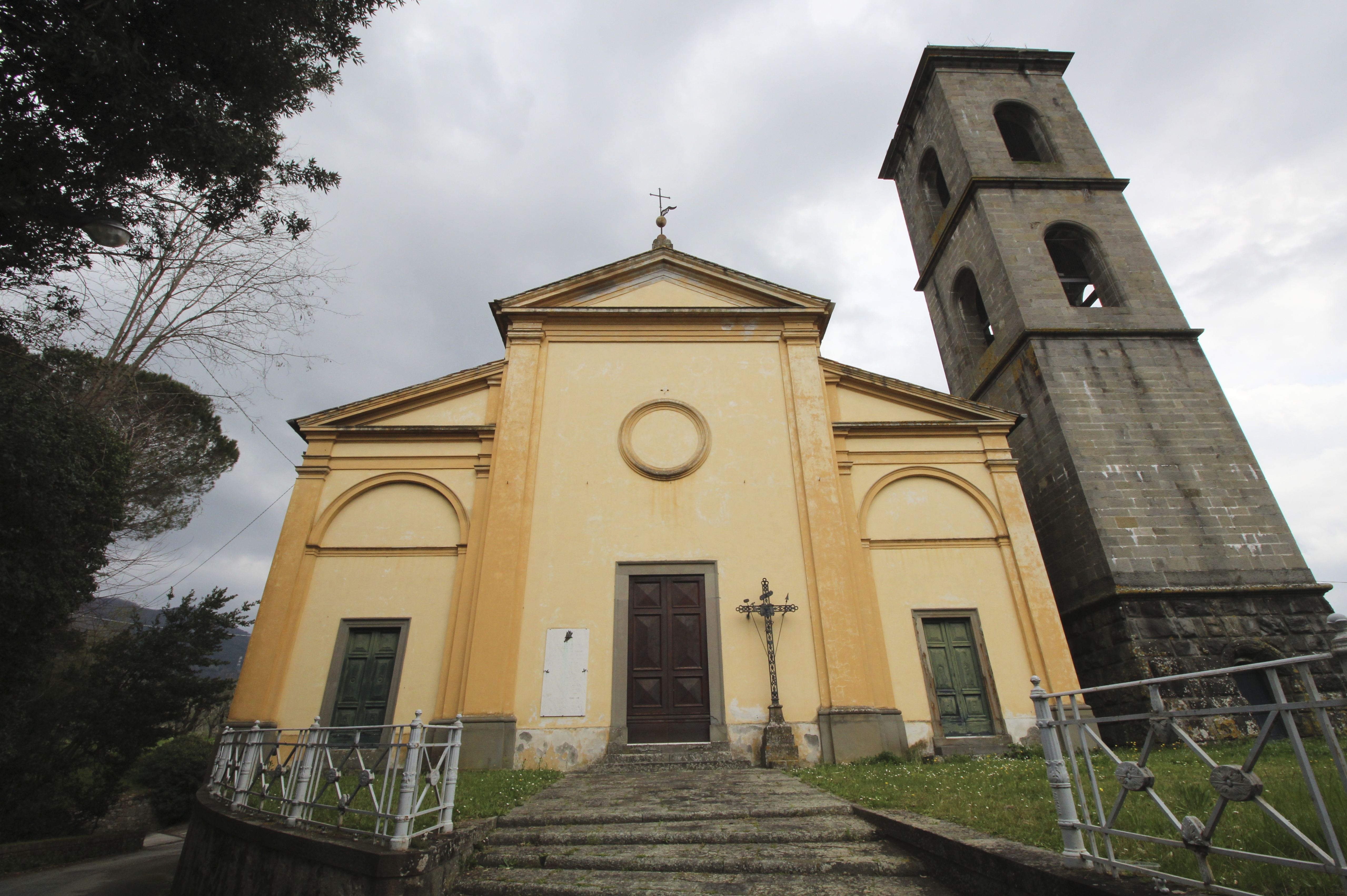
La chiesa di San Colombano Alto

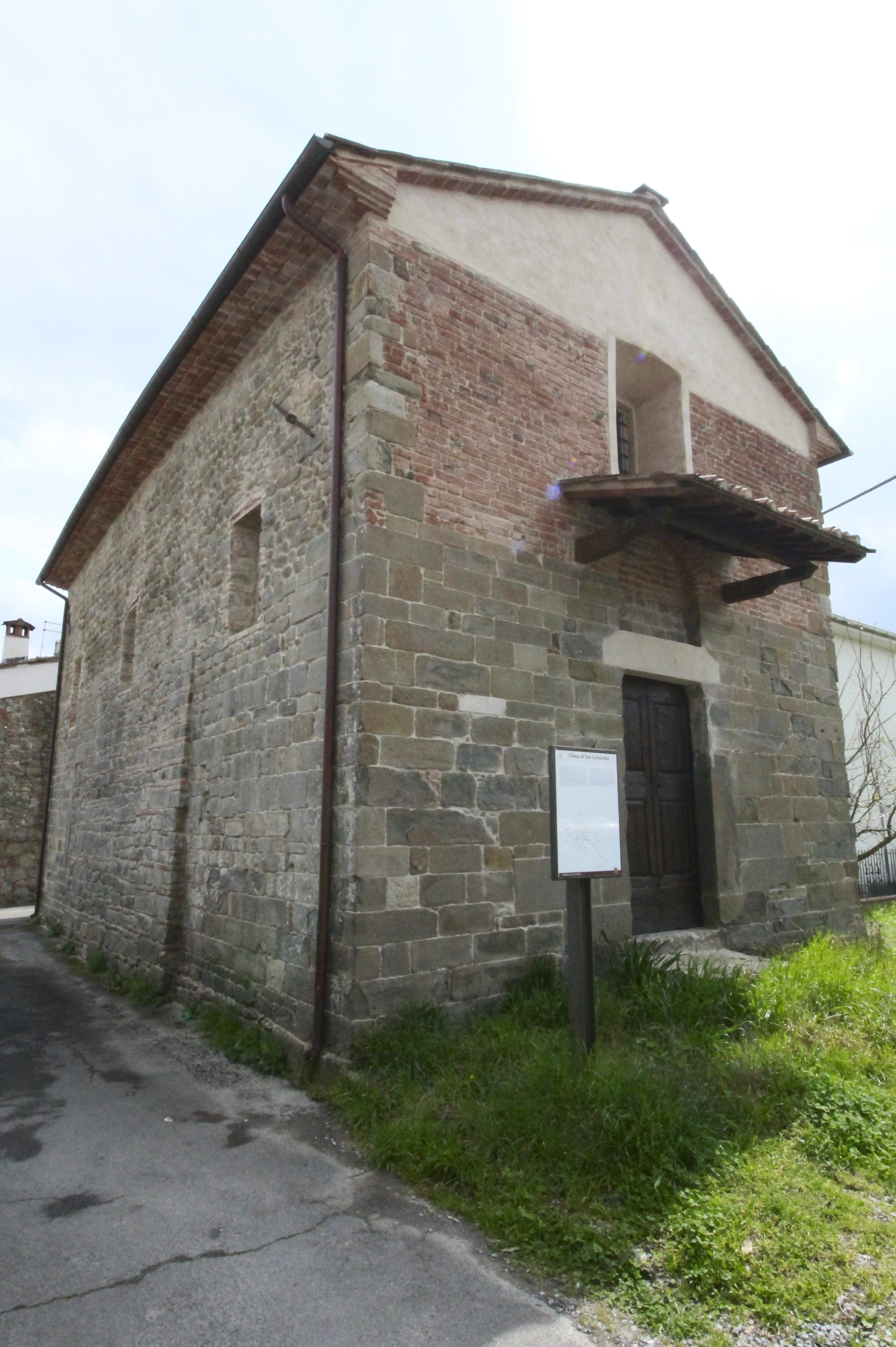
L'oratorio di San Concordio di Rimortori

### Architetture religiose
Chiesa di San Colombano Alto
La chiesa risale al XIII secolo ma solo dal 1659 si hanno notizie più specifiche riguardanti questo edificio: aveva un altare, un atrio e un campanile. Nonostante l'ampliamento del 1680, essa non venne modificata fino al 1821 quando iniziò l'ampliamento a tre navate. I lavori procedevano molto a rilento in quanto la manodopera era fornita dagli stessi parrocchiani quando non erano impegnati nelle campagne.
La Chiesa possiede un dipinto su tavola che raffigura la Madonna col Bambino tra i Santi Antonio abate, Colombano di Bobbio, Caterina d'Alessandria e San Sebastiano. Il committente dell'opera fu Roberto Guinigi, autore Ranieri di Leonardo e venne eseguita nel 1514. 
Il piazzale antistante la Chiesa e la rampa di accesso vennero edificati intorno ai primi anni del '900. La Chiesa è ancora utilizzata per il culto ma, nel 1955, ne fu edificata una nuova.
Chiesa di San Colombano Basso
La chiesa è più recente e risale al 1955. Realizzata con tre navate, nel corso degli anni ha subito numerose ristrutturazioni: l'ultima risale al 2017 durante la quale è stata fatta la manutenzione del tetto e la tinteggiatura degli interni. Secondo un censimento della diocesi i parrocchiani sono circa 1000.
Chiesa di Sant'Antonio Abate
I primi documenti la datano al 1260. Questa era una chiesa annessa all'omonimo ospedale cittadino, giunta intatta fino ai nostri giorni, per questo è un significativo esempio di architettura medievale. Presenta un'abside, il portalino d'ingresso, il campaniletto a vela e la gronda. L'edificio è interamente costruito in mattoni. Si trova in prossimità della villa del Vescovo, isolata da una fitta siepe.
Oratorio di San Concordio di Rimortori
Anche questa costruzione era una chiesa ospedaliera che dipendeva dalla pieve di San Lorenzo di Segromigno in Monte. Fu costruita intorno al 1122 ed è ancora visibile la sua struttira originaria costituita da grossi blocchi di pietra squadrata. Fino ai primi anni del 1800 era appartenuta alle suore del convento di San Nicolao Novello. Fino al 1863 è stata di proprietà del demanio statale per poi passare di proprietà di un privato. Il comune di Capannori è entrato in possesso di questa Chiesa nel 2014 e l'ha successivamente ristrutturata. Nel 2020 è stata realizzata un'area verde attingente alla chiesa.

### Architetture civili
Villa Spada
La villa, poi Villa Bocciardo, è stata edificata sulle fondamenta di un edificio rurale preesistente tra il 1594 e il 1595 per volere della moglie di Orazio Filippo Spada. Grazie al diario dello stesso Spada sappiamo che per raggiungere un livello di qualità tale da ospitare la famiglia nobile furono spesi circa 300 scudi. La struttira della villa mutò nuovamente nel 1712: venne realizzata la nuova facciata a settentrione, il portico aperto sul giardino e la loggia tripartita.
Villa De Nobili
La villa, poi Villa Petroni, fu acquistata nel XVII secolo da Giuseppe di Michelangelo Baroni. Nel 1653 in seguito a un'asta venne aggiudicata a Nicolao Sergiusti. Lo stesso Sergiusti, tuttavia, confessò di aver acquistato la villa per Giuseppe di Michelangelo Baroni a cui pervenne la legittima proprietà. Dopo non molti anni fu nuovamente ceduta ed entrò a far parte del patrimonio di Nicolao De Nobili. Questa proprietà restò alla famiglia Nobili fino all'11 settembre 1897 quando fu ceduta ai conti Luigi e Cesare Cenami-Spada. La villa è stata completamente ristrutturata: ospita, oltre al nucleo abitativo, un'attività di produzione di canne da pesca.
Villa del Vescovo
La villa, poi Villa Meschi, è stata una proprietà della famiglia degli Antelminelli. Fu confiscata negli ultimi anni del XVI secolo a causa della condanna di Bernardino Antelminelli per cospirazione contro la Repubblica di Lucca. Appartenne poi a Bartolomeo Bottini i cui eredi la cedettero, nel 1670, a Curzio Franciotti. La moglie di Lelio Guinigi, Giulia Maria Franciotti ereditò la villa, alla morte del padre, che rimase di proprietà dei Guinigi fino al 1821. Nel 1822 vi si stabilì il vescovo Filippo Sardi e durante il XIX secolo furono eseguiti diversi interventi di manutenzione voluti dagli arcivescovi che vi abitavano. Nel 1974 il complesso fu acquistato da Antonio e Magda Meschi che la restaurarono. Il viale centrale è l'elemento che ordina la composizione architettonica. Esso continua anche oltre l'edificio e si conclude a monte, nel bosco dei lecci. L'apertura verso il bosco è caratterizzata da due quinte in muratura. Sono presenti anche due nicchie con conchiglie che contengono due figure femminili. Il giardino a est del palazzo oggi è arricchito da una vasca e dalla "Fontana della scimmia". L'edificio ha subito numerosi interventi che ne hanno modificato l'architettura originaria ma presenta ancora le caratteristiche fondamentali dell'architettura lucchese del '500: il portico a tre arcate con colonne tuscaniche.
Villa Penitesi
La villa è il risultato di un rifacimento del XVII secolo ed è citata anche da Michel de Montaigne. Antica dimora dei Penitesi, qui vi fu ospitato proprio lo stesso Montaigne, durante la sua permanenza in lucchesia. Nel corso del tempo la villa ha mutato i suoi connotati architettonici (la scomparsa del portico, forse inglobato nell'edificio che si estende verso valle) ma anche la sua destinazione d'uso, diventando convento di clausura.
Villa Burlamacchi
La villa è dal 1890 di proprietà dei Cesaretti. Nel 1684 è stata di proprietà dei Burlamacchi. La Villa è rilevante per il territorio, soprattutto per il lungo stradone che porta ad essa. È costituita da due piani oltre quello di servizio semi-interrato e presenta una scala esterna. Dal cancello d'ingresso a valle fino quasi al Rio a levante è presente una vastissima limonaia.